# Șlomo Leibovici-Laiș
Șlomo (Shlomo) Leibovici-Laiș - (n. 11 decembrie 1927, Botoșani, România - d. 9 iulie 2014, Israel) a fost un istoric, eseist, publicist și comentator radio israelian, originar din România. A fost fondatorul și președintele Asociației Culturale Mondiale a Evreilor Originari din România (ACMEOR) și director al secției est-europene din cadrul Ministerului Afacerilor Externe israelian.

## Biografie
A fost elev la școala primară israelito-română din Botoșani. A învățat ebraica cu o rudă de-a sa, Yeshaya Lehrer.
La 13 ani participă la mișcarea ilegală a tineretului sionist. Între anii 1944-1947 este conducătorul mișcării de tineret Bnei Akiva (tineretul sionist religios) din România și membru în conducerea He'Halutz (Centrala mișcării sioniste de pionierat) (1944-1949). În 1949, după interzicerea activității sioniste în România, se ocupă de centralizarea mișcării sioniste ilegale.
Devine absolvent al Institutului pedagogic de limbă idiș din București și funcționar (translator) în cadrul Legației Israelului din București.
În 1950 emigrează în Israel unde devine membru în kibutzul Nir Etzion. Predă ca învățător la o școală din Kfar Saba. Apoi lucrează în cadrul Ministerului de externe israelian (1953-1983), unde se ocupă de emigrarea evreilor din România și de reunificarea familiilor.
Obține licența (B.A.) în istoria evreilor, sociologie și antropologie, apoi masteratul (M.A.) în istoria evreilor și doctoratul (Ph.D.) cu teza „Evreii din România 1944-1950 în față unui regim în schimbare” la Universitatea Bar Ilan din Israel.
Fiul său, Israel Ariel (Leibovich), este un activist al extremei drepte național-religioase din Israel, unul din conducătorii ieșivei Od Yosef Hay, și redactorul mai multor cărți ale rabinului Itzhak Ginzburg

## Premii și distincții
- Premiul „Dr. Niemierover”[1]
- Premiul Literar „Gropper”
- Premiul „Ianculovici”
- Distins cu Medalia Bene-Merenti, din partea României
- La 24 octombrie 2010, Facultatea de Studii Europene a Universității Babeș-Bolyai i-a acordat titlul de Profesor Honoris Causa, pentru contribuția sa în domeniul istoriei evreilor din România și al iudaismului, precum și pentru sprijinul pe care l-a acordat, prin organizația ACMEOR, Institutului de Studii Iudaice „Moshe Carmilly” din cadrul acestei universități.[3][4]

## Scrieri
În limbă română:
- Dicționar ebraic-român și român ebraic, în colaborare cu M. Imanuel (Moshè Moscovici-Imanuel)[1]
- Lexicon noțiuni, obiceiuri și sărbători evreiești
- Șabat: cununa creației
- Reflecții despre Iudaism
- Între legendă și realitate (lumea hasiatică)
- Comitetul Democratic Evreiesc
- Evreimea Botoșăneană, mini-monografie